# Joseph Clement Willging
Joseph Clement Willging (* 6. September 1884 in Dubuque, Iowa, USA; † 3. März 1959) war ein US-amerikanischer Geistlicher und der erste Bischof von Pueblo.

## Leben
Joseph Clement Willging empfing am 20. Juni 1908 das Sakrament der Priesterweihe für das Erzbistum Dubuque.
Am 6. Dezember 1941 ernannte ihn Papst Pius XII. zum ersten Bischof von Pueblo. Der Apostolische Delegat in den Vereinigten Staaten, Erzbischof Amleto Giovanni Cicognani, spendete ihm am 24. Februar 1942 die Bischofsweihe; Mitkonsekratoren waren der Bischof von Davenport, Henry Patrick Rohlman, und der Bischof von Helena, Joseph Michael Gilmore.